# Frieren
Frieren: Beyond Journey's End (japonès: 葬送のフリーレン, Hepburn: Sōsō no Furīren, lit. Frieren al funeral o Frieren l'escorxador) és una sèrie de manga japonesa escrita per Kanehito Yamada i il·lustrada per Tsukasa Abe. Va començar a ser publicada a la revista de manga Weekly Shōnen Sunday de l'editorial Shogakukan a partir de l'abril de 2020, amb els capítols recollits en format tankōbon, dels quals fins a l'abril de 2024 se n'havien publicat 13 volums. A partir de setembre de 2023 una adaptació a sèrie de televisió d'anime produïda per Madhouse va emetre la seva primera temporada, formada per 28 episodis. La sèrie fou emesa fins al març del 2024. S'ha anunciat una segona temporada.
La història transcorre en un món de fantasia i té com a protagonista a Frieren, una maga elfa que s'embarca en un viatge per arribar al lloc de descans de les ànimes amb l'objectiu de retrobar-se amb el seu antic camarada Himmel, membre del gup d'herois que havien matat al Rei Dimoni.
Al juny de 2024, el manga comptava amb més de 22 milions de còpies en circulació. El 2021 Frieren: Beyond Journey's End va guanyar el 14è Manga Taishō i el 25è premi anual Tezuka Osamu Cultural Prize al nou creador, i el 2024 va afegir al palmarès el 69è Shogakukan Manga Award i el 48è Kodansha Manga Award en la categoria shonen.

## Trama
La història segueix les aventures de la maga elfa Frieren, una antiga membre del grup d'aventurers que va derrotar al Rei Dimoni i va restaurar l'harmonia al món després d'un periple de deu anys. El grup heroic inclou l'heroi humà Himmel, el guerrer nan Eisen i el sacerdot humà Heiter. Abans de separar-se, observen junts una pluja de meteors que es produeix un cop cada cinquanta anys. Frieren accepta tornar-los a veure la propera vegada que succeeixi l'esdeveniment celeste. Aleshores, Frieren marxa i viatja pel món a la recerca de coneixement màgic.
Frieren torna a la capital cinquanta anys després; tanmateix, la humanitat ha canviat i els seus antics companys han envellit clarament. Després d'una última aventura per veure la pluja de meteors, Himmel mor de vellesa. Durant el funeral, Frieren expressa la seva culpabilitat per no haver intentat aprendre més d'ell. Fa una visita als seus antics companys i accepta la petició de Heiter d'ensenyar i cuidar a Fern, un nen orfe adoptat per Heiter. També rep una invitació per viatjar cap al nord, fins al lloc de descans de les ànimes, i tornar a veure així a Himmel, per tal d'acomiadar-se de l'heroi i expressar-li els seus sentiments. Per complir aquestes peticions, Frieren s'embarca en un viatge juntament amb Fern mentre no abandona la seva passió per continuar aprenent màgia. Durant el camí, s'uneix a ella Stark, un jove guerrer alumne d'Eisen.
La naturalesa èlfica de Frieren li atorga una vida extremadament llarga, la qual cosa li fa veure períodes d'anys o dècades com a efímers (aquesta percepció del temps fa que consideri l'aventura de deu anys al costat de Himmel com una experiència fugaç). Així, la història transcorre durant molt de temps, amb flashbacks periòdics acompanyats del desenvolupament físic i mental dels personatges de la sèrie, a més de la mateixa Frieren.

## Producció
Katsuma Ogura, l'editor responsable de Frieren, va assenyalar que el treball anterior de Yamada, Bocchi Hakase to Robot Shoujo no Zetsubou Teki Utopia, no es va vendre bé, tot i considerar-lo una obra mestra. Això va conduir a la proposta de d'incorporar un il·lustrador al manga Frieren de Yamada. Tenien diverses idees que partien d'un manga amb gags i que va donar lloc a storyboards per a un one-shot de Frieren. En llegir el one-shot, l'editor Ogura va començar a riure, afirmant que no es tractava de cap comèdia. Quan Yamada va acabar el primer storyboard, abans d'enviar-lo al departament editorial, Ogura va contactar amb Abe i els va demanar que dibuixessin un gràfic de personatges. Yamada va quedar impressionada i Ogura li va demanar que tiressin el projecte endavant, enviant-lo a l'editorial. Ogura va quedar impressionat amb les obres d'art d'Abe i li va suggerir que treballés amb Yamada. Yamada va quedar impressionat amb la primera il·lustració de Frieren, creient que el personatge principal tenia una aura d'humanitat.
Després que Kanehito Yamada, que s'encarregava de l'obra original, acabés de serialitzar el seu treball anterior, «com que era una comèdia sobre dimonis, els vaig proposar que intentessin escriure un gag en aquesta direcció i, de sobte, el nom del primer capítol de Frieren al funeral va aparèixer». Després d'això, va decidir contractar algú perquè s'encarregués del dibuix, i quan va mostrar el seu nom a Tsukasa Abe, que també n'era el responsable, va respondre: «M'agradaria dibuixar-lo». Quan li vaig demanar que dibuixés un personatge per a Frieren, Yamada va dir: «Si aquesta és la persona, fes-ho». Abe es va posar a càrrec de l'animació.
L'origen del títol d'aquest treball és que Yamada tenia una idea de títol, però el departament editorial també volia consederar-ho. A la reunió del departament editorial, l'editor responsable va dir: «Si decidim un bon títol, pagarem un premi de 10.000 iens de la nostra butxaca». Una de les idees de títol presentades per l'editor en cap adjunt va ser Frieren al funeral, i Yamada i Abe finalment es van decidir pel títol, que es va convertir en el títol definitiu.
Per a l'adaptació animada de Madhouse, Tomohiro Suzuki va dir que el personatge de Fern era massa diferent segons amb qui interactués; amb Frieren hi ha un vincle maternal mentre que davant de Stark actua com una adolescent normal i infantil. El director Keiichiro Saito va afegir que Fern sembla tenir diversos canvis en la narrativa, ja que el seu creixement té un impacte important en Frieren. Quan es tracta de Stark, Suzuki diu que tot i ser un covard, encara està escrit per ser guapo i genial i té un gran impacte en Fern, ja que es converteix en el primer amic jove que ha conegut i socialitzat en tota la seva vida.

## Media

### Manga
Frieren: Beyond Journey's End (japonès: 葬送のフリーレン, Hepburn: Sōsō no Furīren, lit. ''Frieren al funeral'' o ''Frieren l'escorxador'') està escrit per Kanehito Yamada i il·lustrat per Tsukasa Abe. La sèrie va començar a la revista de manga shonen Weekly Shōnen Sunday de l'editorial Shogakukan el 28 d'abril de 2020. El gener de 2023, es va anunciar que el manga es prenia una pausa; es va reprendre el març del mateix any. De nou, va fer una altra pausa el maig del 2024; i es va reprendre a l'agost del mateix any. Shogakukan ha recopilat els seus capítols en volums individuals tankōbon. El primer volum es va publicar el 18 d'agost de 2020. Fins al 17 d'abril de 2024, se n'havien publicat 13 volums.
El febrer de 2021, Viz Media va anunciar que tenien llicència de la sèrie per al seu llançament en anglès a Amèrica del Nord, i el primer volum es va publicar el 9 de novembre de 2021. El 9 de maig de 2023, Viz Media va llançar el seu servei de manga digital Viz Manga, i els capítols de la sèrie van rebre la publicació simultània en anglès a Amèrica del Nord a mesura que s'estrenaven al Japó. Al sud-est asiàtic, el manga ha estat autoritzat per Shogakukan Asia, sota el títol Frieren: Remnants of the Departed.
Del 22 al 26 de maig de 2023 es van publicar cinc capítols d'un spin-off de diferents autors al lloc web del manga Sunday Webry: Chūbō no Frieren (厨房のフリーレン, Chūbō no Furīren, "Frieren of the Kitchen")  de Kassan (22 de maig); Yūsha Himmel no Bōkentan (勇者ヒンメルの冒険譚, Yūsha Hinmeru no Bōkentan, "The Adventures of Brave Himmel") de Ren Miura (23 de maig); Frieren wa Ningen wo Shiritai (フリーレンは人間を知りたい, Furīren wa Ningen wo Shiritai, "Frieren Wants to Learn About Humans") de Jona (24 de maig); Himmel Tabi Nikki (ヒンメル旅にっき, Hinmeru Tabi Nikki, "Himmel's Travel Diary") de Kazumi Yamaguchi (25 de maig); i Yorimichi no Frieren (寄り道のフリーレン, Yorimichi no Furīren, "Frieren's Detour") de Sōichi Igarashi (26 de maig). Més tard, els capítols es van reunir en un sol volum titulat Frieren: The Anthology – Journeys off the Beaten Path (葬送のフリーレン アンソロジー～異なる旅を楽しむ魔法～, Sōsō no Furīren Ansoroji Kotonaru Tabi o Tanoshimu Mahō), publicat el 18 de desembre de 2023. El volum va ser publicat en anglès al sud-est asiàtic per Shogakukan Asia el setembre de 2024.

### Anime
El setembre de 2022, es va anunciar a la portada del novè volum del manga que la sèrie rebria una adaptació a l'anime. Més tard es va revelar que era una sèrie de televisió produïda per Madhouse i dirigida per Keiichirō Saitō, amb guions supervisats per Tomohiro Suzuki, dissenys de personatges a càrrec de Reiko Nagasawa i música composta per Evan Call. La sèrie es va estrenar amb un especial de dues hores el 29 de setembre de 2023 al bloc de programació Kin'yō Road Show (normalment reservat per a llargmetratges) de Nippon TV, esdevenint la primera sèrie d'anime en aconseguir-ho. Episodis posteriors van debutar al nou bloc de programació Friday Anime Night i va finalitzar el 22 de març de 2024. Per a l'estrena dels primers quatre capítols, el tema final especial és "Bliss", interpretat per Milet. El primer tema d'obertura és "Yūsha" (勇者, lit. ‘Hero’) de Yoasobi, mentre que el tema final és "Anytime Anywhere" de Milet. El segon tema d'obertura és "Sunny" (晴る, Haru)  de Yorushika, mentre que el segon tema final inclou una part diferent de "Anytime Anywhere". Toho va compilar els episodis en set DVD i Blu-ray que es van publicar del 24 de gener al 17 de juliol de 2024.
El setembre de 2024, es va anunciar que la sèrie d'anime comptaria amb una segona temporada.

## Recepció

### Manga
Fins a març de 2021, el manga tenia més de 2 milions de còpies en circulació; més de 5,6 milions de còpies en circulació al febrer de 2022;  més de 6 milions de còpies en circulació el juny de 2022; més de 7,2 milions de còpies en circulació el setembre de 2022; més de 8 milions de còpies en circulació el març de 2023; més de 10 milions de còpies en circulació el setembre de 2023;  més de 17 milions de còpies en circulació el desembre de 2023; més de 20 milions de còpies en circulació el març de 2024; i més de 22 milions de còpies en circulació el juny de 2024. El volum 12 va ser el segon volum de manga de primera tirada més elevat de Shogakukan del 2023 al 2024 (període d'abril de 2023 a març de 2024), amb 600.000 còpies impreses.
El manga va ocupar el segon lloc a la llista Kono Manga ga Sugoi de Takarajimasha de 2021, que reculls els millors manga per a lectors masculins; i va ocupar el sisè lloc de la llista del 2022. La sèrie va ocupar el segon lloc als "Còmics recomanats per als empleats de la llibreria a nivell nacional de 2021" pel lloc web del Honya Club. La sèrie va ocupar el dissetè lloc a la llista del "Llibre de l'any" del 2021 de la revista Da Vinci; va ocupar el desè lloc a la llista del 2022; i dotzè a la llista de 2023.
Va ser classificat entre les deu millors novel·les gràfiques per la llista de "Millors novel·les gràfiques per a adults" de l'Associació Americana de Biblioteques de Novel·les Gràfiques i Comics Round Table de 2022.

#### Crítica
Rebecca Silverman d'Anime News Network va donar al primer volum una nota "A". Silverman va elogiar el concepte de Frieren que sobreviu als seus companys i es veu obligada a viure amb una comprensió del món humà i les seves pròpies emocions, anomenant-ho una «interpretació interessant del gènere fantàstic». Silverman, però, va comentar que l'art no està «a l'altura de les tasques emocionals de la història». Richard Eisenbeis del mateix lloc web va elogiar el segon volum de la sèrie, dient que «ofereix tant contes emocionals com exploracions temàtiques profundes de la naturalesa humana». També va descriure el quart i cinquè volums del manga com «un clímax d'acció que ofereix no només una gran batalla, sinó també el desenvolupament del personatge i la construcció del món. Contes únics més petits que us afecten directament al vostre nucli emocional». Ross Locksley, de la UK Anime Network, la va considerar una visió interessant del gènere fantàstic, comparant els seus temes amb el manga To Your Eternity, ja que examina les relacions mentre la protagonista intenta viure el llegat dels seus companys d'equip.
Wolfen Moondaughter de Sequential Tart va donar al primer volum una nota de 9 sobre 10. Moondaughter va destacar la naturalesa de la història, malgrat la seva premissa que implica una «festa d'aventures a l'estil D&D», lloant també la interacció entre els personatges i l'obra d'art, i va concloure: «Si vols un descans de les escenes de baralla, i vols alguna cosa més serena i contemplativa, aquest llibre t'ha de servir. També és una bonica història d'honorar la memòria dels éssers estimats perduts i d'afrontar el dol». Sheena McNeil del mateix lloc web va donar al primer volum una nota de 7. McNeil va anomenar el concepte de «què passa amb la festa quan s'acaba la recerca?» interessant, elogiant també la lluita de Frieren per «esdevenir menys deslligada» i veure-la experimentar els «moments encantadors, commovedors, agredolços i feliços». McNeil també va comparar el ritme i la sensació de la sèrie amb Haibane Renmei. Antonio Mireles de The Fandom Post el va nomenar el sisè millor manga del 2021. Va escriure: «El temps no espera a ningú i aquesta línia pot ser utilitzada en excés, però aquesta línia toca una corda en aquest manga. Sempre hi ha més per descobrir i Frieren ha d'aprendre aquesta lliçó a mesura que passa el temps. És un recordatori dolç però dur per a gaudeix del moment amb tot el seu valor». A Kara Dennison d' Otaku USA li va agradar l'art i els tocs d'humanitat que ajuden a atreure la narració, comparant-la amb altres obres com El Senyor dels Anells i demés sèries de fantasia.

#### Premis i nominacions
| Any  | Premi                                   | Categoria                                                | Resultat  | ref.                 |
| ---- | --------------------------------------- | -------------------------------------------------------- | --------- | -------------------- |
| 2021 | New Manga Award                         | Millor manga                                             | 2n lloc   |                      |
| 2021 | 14è Manga Taishō                        | Gran Premi                                               | Guanyador | [ 61 ] [ 62 ] [ 63 ] |
| 2021 | 25è Tezuka Osamu Cultural Prize         | Premi a l'autor novell                                   | Guanyador | [ 64 ] [ 65 ] [ 66 ] |
| 2021 | ja (eBook Initiative Japan) Manga Award | Gran Premi                                               | 2n lloc   | [ 67 ]               |
| 2021 | 45è Kodansha Manga Award                | Millor manga shōnen                                      | Nominat   | [ 68 ]               |
| 2021 | 5è Tsutaya Comic Awards                 | Next Hit                                                 | 5è lloc   | [ 69 ]               |
| 2021 | 7è Next Manga Award                     | Categoria Manga imprès                                   | 3r lloc   | [ 70 ]               |
| 2022 | 46è Kodansha Manga Award                | Millor Manga shōnen                                      | Nominat   | [ 71 ]               |
| 2023 | Rakuten Kobo's E-book Manga Award       | I Want to Deliver It to the World! Top Recommended Manga | Guanyador | [ 72 ]               |
| 2023 | 69è Shogakukan Manga Award              | —                                                        | Guanyador | [ 75 ]               |
| 2024 | 48è Kodansha Manga Award                | Millor manga shōnen                                      | Guanyador | [ 76 ] [ 77 ]        |
| 2024 | 36è Harvey Awards                       | Millor manga                                             | Nominat   | [ 78 ]               |